# Bill Closs
William Thomas Closs, detto Bill (Edge, 8 gennaio 1922 – Palo Alto, 6 giugno 2011), è stato un cestista e allenatore di pallacanestro statunitense, professionista nella NBL e nella NBA.

## Palmarès
- Campione NBL (1949)
- All-NBL Second Team (1949)